# Candystorm
Candystorm [ˈkændɪˈstɔː(r)m] ist eine Komposition der englischen Begriffe candy (‚Süßigkeit, Bonbon‘) und storm (‚Sturm‘) und bezeichnet als Antonym zu Shitstorm im deutschen Sprachraum eine Welle von Zuspruch in sozialen Medien. Der Begriff wurde erstmals am 12. November 2012 von Volker Beck (Bündnis 90/Die Grünen) bei dem Kurznachrichtendienst Twitter verwendet, der damit eine Zuspruchsbewegung für die damalige Parteivorsitzende Claudia Roth beschrieb.

## Geschichte
Im November 2012 wählten die Mitglieder der Partei Bündnis 90/Die Grünen mittels einer Urwahl ihre SpitzenkandidatInnen für die Bundestagswahl 2013. Claudia Roth, zu diesem Zeitpunkt die amtierende Parteivorsitzende, belegte mit einem Stimmenanteil von 26,2 Prozent nur den vierten Platz. Das für sie enttäuschende Ergebnis gab Anlass zu Spekulationen über ihren Rückzug aus dem Parteivorsitz, dessen Neuwahl unmittelbar bevorstand. Sympathisanten von Claudia Roth meldeten sich daraufhin auf dem Kurznachrichtendienst Twitter mit Zuspruch und Anerkennung zu Wort und der Grünen-Politiker Volker Beck verwendete am 11. November 2012 mit seinem Appell zum „Candystorm für Claudia“ auf Twitter, erstmals im öffentlichen deutschen Sprachraum, den Begriff Candystorm als Bezeichnung für diese Zuspruchsbewegung und als Beschreibung für das „Gegenteil eines Shitstorms“. Am 12. November 2012 erklärte Roth, dass sie zur Wiederwahl als Parteivorsitzende kandidieren wird. Auf der Bundesdelegiertenkonferenz am 17. November 2012 wurde sie, in Anspielung auf den Candystorm, zum Ende ihrer Bewerbungsrede von den Delegierten mit Bonbons beworfen und bei der anschließenden Wahl mit einem Ergebnis von 88,5 Prozent der Stimmen im Amt bestätigt. Roth sagte: „Besonders berührt, weil ich das auch nicht kannte bisher, hat mich ein Candystorm, in dem ich direkt aufgefordert werde, zu kandidieren.“
Zahlreiche deutschsprachige Medien berichten über das begrifflich neu gefasste Internetphänomen, für das im deutschsprachigen Netzjargon bereits im Vorfeld Begriffe wie Flausch, Flauschstorm und Lovestorm verwendet worden waren. Der Begriff etablierte sich in der medienwissenschaftlichen Diskussion.

## Verbreitung
Innerhalb kurzer Zeit entwickelte sich der Begriff zu einem Neologismus und wurde auch außerhalb des Parteitages Bündnis 90/Die Grünen und ohne Bezug auf die Sympathiekundgebungen für Claudia Roth verwendet. Die Zeit bemerkte, dass die „Kuschelattacke“, die „trotz seines verpatzten Starts als Kanzlerkandidat“ „beim Juso-Kongress in Magdeburg“ im November 2012 „eine halbe Stunde lang auf den Kandidaten“ Peer Steinbrück (SPD) einwirkte, von der Versammlung „Candystorm“ genannt wurde. Der Donaukurier betitelte seinen Bericht über Marlene Mortler (CSU), die mit 99,3 Prozent der Delegiertenstimmen der CSU-Kreisverbände Roth und Nürnberger Land zur Kandidatin für die Bundestagswahl 2013 gewählt wurde, mit „99 Prozent plus eine Attacke im Candystorm“. Die Neue Zürcher Zeitung schilderte im Zuge der von einem Artikel der Zeitschrift Stern ausgelösten Sexismusdebatte, dass die FDP „ihrem vielgescholtenen Mitglied“ Rainer Brüderle „am Wochenende in Düsseldorf einen Neujahrsempfang bereitete, der sich zu einem wahren Candy-Storm auswuchs“. Im gleichen Zusammenhang meldete der Onlinebranchendienst Meedia eine „Story zwischen Shit- und Candystorm“, der WDR sprach von einem „Liberalen Candystorm für den Spitzenmann“. Das schwul-lesbische Nachrichtenportal queer.de bemerkte zu dem bei der Vorabnominierung der FDP-Ruhr für die Bundestagskandidaten der NRW-Landesliste durchgefallenen Bundestagsabgeordneten Michael Kauch, dass dieser nun „auf einen Candy-Storm“ hoffe.
Der Begriff Candystorm fand in der deutschsprachigen Presse auch außerhalb der Politik Verwendung. Die Welt betitelte ihren Artikel zur Einstellung der Herausgabe der Wirtschaftszeitung Financial Times Deutschland mit „‚Financial Times Deutschland‘ im Candystorm“, Die Welt Kompakt mit „‚Financial Times Deutschland‘: Candy-Storm zum Abschied“. Das Handelsblatt sprach am 21. November von einem „‚Lovestorm‘ für die Financial Times Deutschland“.
Gemäß der WAZ-Mediengruppe organisierten Unterstützer des umstrittenen Museumsdirektor Raimund Stecker, der wegen einer drohenden Insolvenz des Lehmbruck-Museums in Duisburg in der Kritik stand, unter dem Motto „Ohne Stecker geht’s nicht“ im Dezember 2012 mit defekten kleinen Elektrogeräten „ohne Stecker“ vor dem Museum den Bau einer „Barriere der Sympathie“, „als gewaltige Sympathie-Kundgebung“, als „Candysturm“.
Die Zeitschrift Stern adaptierte den Begriff Candystorm in Bezug auf die anlässlich des Geburtstages des nordkoreanischen Staatsführers Kim Jong-un am 8. Januar 2013 an alle Kinder des Landes unter zehn Jahren verteilten Süßigkeiten, jeweils ein Kilogramm pro Kind. Die Zeitschrift kommentierte: „‚Explosionen der Freude‘ will die staatliche Nachrichtenagentur registriert haben, nachdem die Leckereien per Hubschrauber und Flugzeug unters Volk gebracht worden waren. Für Teile der Bevölkerung dürfte der ‚Candystorm‘ der erste echte Kalorienschub seit langem sein.“
Die österreichische Wirtschaftstageszeitung Medianet berichtete im Februar 2013 über den „Ausbruch“ des mit etwa 41.000 Partizipanten bisher „wohl größten Facebook-Candystorms“ „im deutschsprachigen Internet“, einer „Solidaritätswelle“ für die in finanzielle Schwierigkeiten geratene Walter Niemetz Süßwarenfabrik in der Facebook-Gruppe „Rettet die Niemetz Schwedenbomben“. Das österreichische Kult-Eis der 1990er Jahre Tschisi wurde von der Unilever-Tochter Eskimo nach einem Candystorm und großer medialer Aufmerksamkeit erneut produziert. Das Unternehmen minimisierte das eigene Risiko weitestgehend, indem es geschickt auf der Facebookseite „Wir wollen das Tschisi-Eis zurück“ mitdiskutierte und auf eine kritische Masse von rund 90.000 Fans wartete.
Nach Berichten über zwei Vorfälle, bei denen im März 2013 durch Autonome auf das Wohnhaus Til Schweigers Marmeladengläser mit weißer Farbe geworfen wurden, sowie das Auto seiner Freundin abbrannte, erreichte die Facebook-Seite des Schauspielers eine in Medienberichten als Candystorm bezeichnete Flut an unterstützenden Kommentaren. Die Welle der Sympathie steigerte sich noch, nachdem die Zeitung „Bild“ auf ihrem Titel vom 27. März über den „Facebook-Trost für Til Schweiger!“ berichtet hatte.
Anhänger des Whistleblowers Edward Snowden gaben am 9. Juni 2013 über die Website des Weißen Hauses eine Petition mit dem Titel „Pardon Edward Snowden“ ein. Eine Petition muss innerhalb von 30 Tagen mehr als 100.000 Unterstützer finden, damit das Weiße Haus sie beantwortet. Die erforderliche Hürde wurde bereits im Juni überschritten. Die Zeitung „Bild“ berichtete mit der Schlagzeile: „Candystorm für Edward Snowden“. Der im Juli 2013 aufgekommene „Twitter-candystorm für Snowden-Asyl“ bezog sich unter dem Hashtag snowstorm22 auf §22 des Aufenthaltsgesetzes, auf dessen Basis nach Meinung der Teilnehmer Snowden in Deutschland Asyl gewährt werden könnte.

## Bewertung
Die Zeit kommentierte am 12. November 2012 unter der Rubrik Prominent Ignoriert: „Es ist denkbar, dass in ferner Zukunft niemand mehr weiß, dass Claudia Roth grün war. Aber dass sie süß war und den »Candy-Storm« erfand, wird in die Geschichte eingehen.“
Thomas Oppermann, Parlamentarischer Geschäftsführer der SPD-Bundestagsfraktion, meinte am 13. November 2012 auf Twitter: „Der @Volker_Beck hat Twitter-Geschichte geschrieben: #candystorm ist eine Wortschöpfung, die bleibt.“.
Axel Hoffmann, stellvertretender Vorsitzender der der FDP nahestehenden Friedrich-Naumann-Stiftung, sieht das Phänomen gar als paradigmatisch für die digitale Gesellschaft: „Das Ende einer liberalen Bürgergesellschaft ist in Sicht. Der shit- oder candy-storm regiert.“
Holger Schmale von der Frankfurter Rundschau bemängelte: „Nun kann sich jeder ausdrücken, wie er mag. Fatal aber ist, dass diese infantile Form der Kommunikation, die per Facebook zu einem Massenphänomen geworden ist, auf die für Massentrends jederzeit empfängliche Politik zurückwirkt. Wer soll eine Politikerin und ihre Anliegen ernst nehmen, die wie Claudia Roth die Fortsetzung ihrer politischen Karriere als Grünen-Vorsitzende mit einem Candystorm, also einer Welle überschäumender, positiver, liebkosender Zuschriften im Internet begründet? Und deren Anhänger diese virtuelle Zuneigung in die Realität übersetzen und sie nach ihrer Wiederwahl wie auf einem Kindergeburtstag mit Bonbons überhäufen?“
Inge Kutter kommentierte in Die Zeit eine Untersuchung des australischen Schwimmverbands, die die Wirkung sozialer Medien auf Leistungssportler im Wettkampf beleuchtete: „Ein Unbehagen aber bleibt. Denn die Untersuchung macht deutlich, dass die unmittelbare Aufmerksamkeit der Öffentlichkeit auf virtuellen Kanälen spürbare Nebenwirkungen haben kann. Sie ähnelt der des Fernsehruhms, wird aber verstärkt dadurch, dass es keinen Filter mehr gibt zwischen einem Star und seinem Publikum. Jede Reaktion trifft sofort und direkt. Und die Getroffenen sind allein, im Shitstorm wie im Candystorm.“